# Visconti Valentina orléans-i hercegné
Visconti Valentina (Milánó, 1366/68 – Blois, 1408. december 4.), olaszul: Valentina Visconti, franciául: Valentine Visconti

## Gyermekei
- N. (fiú) (Párizs, 1390. március 25. – fiatalon)
- Lajos (Párizs, 1391. május 26. – 1395)
- János (1393. szeptember – Vincennes, 1393. október 31. előtt)
- Károly (1394–1465), I. Károly néven Orléans hercege, 1. felesége Valois Izabella (1389–1409) francia királyi hercegnő, VI. Károly francia király lánya, 1 leány, 2. felesége Bona (1395–1435) armagnaci grófnő, nem születtek gyermekei, 3. felesége Mária (1426–1486) klevei hercegnő, 3 gyermek, 1 leány az első házasságából, 3 gyermek a harmadik házasságából, többek között:
  - (3. házasságából): Valois Mária orléans-i hercegnő (1457–1493)
  - (3. házasságából): XII. Lajos francia király (1462–1515)
- Fülöp (1396–1420), Vertus és Porcien grófja, nem nősült meg, 1 természetes fiú:
  - Vertus-i Fülöp (–1445 előtt), Blois kormányzója
- Mária (Coucy, 1401. április – fiatalon)
- János (1400–1467), Angoulême és Périgord grófja, felesége Margit (–1497) rohani grófnő, 3 gyermek+1 természetes fiú, többek között:
  - I. Károly (1459–1496), Angoulême grófja, felesége Lujza (1476–1531) savoyai hercegnő, 2 gyermek a házasságából+3 természetes gyermek, többek között:
    - Angoulême-i Margit navarrai királyné (1492–1549)
    - I. Ferenc francia király (1494–1547)
- Margit (1406–1466), férje Richárd (1395–1438), Étampes grófja, V. János breton herceg fia, 7 gyermek, többek között:
  - II. Ferenc breton herceg (1433–1488)